# 1998 FIFA World Cup (videojuego)
World Cup 98, traducido al español como Copa del Mundo: Francia 98, es el primer videojuego de la saga FIFA World Cup después de obtener la licencia por parte de la FIFA en 1997. Fue creado por EA Canada y distribuido por EA Sports para Windows, PlayStation, Nintendo 64 y Game Boy Color. 

## Jugabilidad
World Cup 98 es el primer juego oficial de la Copa Mundial de la FIFA desarrollado por EA Sports después de obtener los derechos de la FIFA en 1997. A diferencia de los juegos anteriores de la Copa Mundial, que eran en 2D y mostraban una vista de pájaro, World Cup 98 usó un motor 3D (utilizando DirectX para la versión para PC). 
Se introdujeron uniformes oficiales para las selecciones, incluyendo escudos y logotipos de las marcas deportivas auspiciadoras (excepto para los porteros a quienes se les entregó un kit genérico). El motor del juego está basado en el de FIFA: Road to World Cup 98, aunque presenta algunas mejoras menores como el cambio de estrategia en el juego y el posicionamiento del jugador. 
Tal como en FIFA 98, los jugadores y los equipos pueden ser editados: existe la posibilidad de modificar los rasgos faciales y el cabello de los futbolistas, también elegir las convocatorias de cada una de las selecciones nacionales.
La versión británica del juego cuenta con los comentarios de John Motson y Chris Waddle, además de las voces de Des Lynam y Gary Lineker para presentaciones y calendarios de los equipos. En la versión española, los comentarios corren por cuenta de Manolo Lama y Paco González.

## Modos de juego
- Copa del Mundo: La característica principal del videojuego. Este modo te permite disputar la Copa del Mundo 1998, ya sea con los grupos sorteados en la copa original o con los equipos distribuidos al azar (en este caso, se permitía jugar con los equipos del juego que no habían clasificado al mundial). Cada partido tiene lugar en una recreación de alguno de los estadios que fueron utilizados para el torneo. Al igual que en las reglas oficiales del torneo, los encuentros de la fase de grupos no van al tiempo suplementario o a la tanda de penales. El juego fue puesto en venta antes del inicio del campeonato mundial, por lo tanto, los resultados de los partidos se dan aleatoriamente. Al final de cada partido, se muestra al mejor jugador del encuentro y, en caso de que alguno de los equipos no haya recibido goles, se señala al arquero de dicha selección. Al final de la Copa del Mundo, se muestra al jugador ganador de la Bota de Oro por marcar la mayor cantidad de goles durante el torneo y al equipo ganador del Premio FIFA Fair Play, galardones que se dan en la verdadera Copa del Mundo.

- Amistoso: También es posible jugar partidos amistosos entre los países que figuran en la Copa del Mundo y el resto de los equipos internacionales que se incluyen en el juego. Al final de un partido que termina empatado, el jugador puede optar por terminar el partido en empate, jugar tiempo extra con Gol de Oro o participar en una definición por penales.

- Penaltys: También es posible jugar una Definición por Penales directamente sin tener que jugar un partido completo. Todos los equipos disponibles en el modo Amistoso son capaces de tomar parte en este modo.

- Copa del Mundo Clásica: Este modo permite al jugador disputar ocho finales clásicas de la Copa del Mundo, desde Uruguay 1930 hasta España 1982. Se desbloquea al finalizar el modo Copa del Mundo. Presenta uniformes de equipos de época precisos (excepto los porteros), peinados y nombres, y los comentarios para este modo fueron proporcionados por Kenneth Wolstenholme, comentarista de la BBC durante las copas del Mundo de 1966 y 1970. En la versión para PC, las finales de 1930 y 1938 se muestran con tonos sepia, mientras que las de 1950, 1954 y 1966, los gráficos son en blanco y negro, tal y como se mostraban en la televisión de la época. En los partidos que tuvieron lugar antes de la introducción de las sustituciones, no es posible cambiar a un jugador durante el partido (sin embargo, esto también se aplica a la final de 1970, que fue cuando las sustituciones se convirtieron oficialmente en regla).  Algunas imprecisiones que incluye este modo son la aplicación de tarjetas a jugadores en partidos anteriores a 1970 y el uso de balones de cuero marrón para partidos a partir de 1970, en lugar de balones como el Adidas Telstar Durlast (para 1970 y 1974) y el Adidas Tango España (para 1982).

## Equipos
Asia (AFC)
- Arabia Saudita
- Corea del Sur
- Irán
- Japón

África (CAF)
- Camerún
- Marruecos
- Nigeria
- Túnez
- Sudáfrica

Europa (UEFA)
| - Alemania - Austria - Bélgica - Bulgaria | - Croacia - Dinamarca - Escocia - España | - Francia - Inglaterra - Italia - Noruega | - Países Bajos - Rumania - RF de Yugoslavia |

Norte, Centroamérica y el Caribe (Concacaf)
- Estados Unidos
- Jamaica
- México

Sudamérica (Conmebol)
- Argentina
- Brasil
- Chile
- Colombia
- Paraguay

No clasificados
| - Australia - Canadá - China | - Grecia - Irlanda - Portugal | - Rusia - Suecia |

## Banda sonora
| - "Tubthumping" - Chumbawamba - "Terminal Intensity" - Wizard Of Oh - "Soul Beat Runna" - Boymerang - "Absurd" - Fluke |